# Шварц Олена Андріївна
Оле́на Андрі́ївна Шварц (17 травня 1948, Ленінград — 11 березня 2010, Санкт-Петербург) — російська поетеса. До 1989 року вірші публікувалися в самвидаві і на Заході.

## Життєпис
Народилась 17 травня 1948 року у Ленінграді.
Писала релігійну поезію, засновану на християнській традиції, пошуках місця людини у світі, протиборстві добра і зла, взаємопроникненні сну і реальності. Збірки віршів: «Танцюючий Давид» (1985), «Праці і дні Лавінії» (1987), «Сторони світла» (1989), «Вірші» (1990).
Померла від онкологічного захворювання 11 березня 2010 року.

### Родина
Мати — театрознавиця Діна Шварц (1921—1998). Батько — історик, доктор історичних наук Андрій Джеджула (1915—1971). Дядько — історик, доктор історичних наук Карпо Джеджула (1918—2001).

## Збірки віршів
- «Танцюючий Давид» (1985)
- «Праці і дні Лавінії» (1987)
- «Сторони світла» (1989)
- «Вірші» (1990)